# Open Your Eyes (예스의 음반)
《Open Your Eyes》는 1997년 11월 22일, 영국의 이글 레코드와 미국의 비욘드 뮤직이 발매한 영국의 프로그레시브 록 밴드 예스의 열일곱 번째 스튜디오 음반이다. 1996년 예스의 1970년대 "클래식" 라인업의 부활 이후, 밴드의 경영진과의 관계는 붕괴되었고 키보디스트 릭 웨이크먼은 다시 한번 밴드를 떠났다. 다양한 다른 멤버들이 흩어지는 동안 기타리스트, 키보디스트, 프로듀서 빌리 셔우드는 밴드의 추진력을 잃고 완전히 분열되는 것을 막기 위해 밴드 베이시스트이자 사실상의 리더인 크리스 스콰이어와 함께 새로운 곡을 개발하기 시작했다. 예스의 새 매니지먼트 회사는 새 예스 스튜디오 음반의 재료를 만드는 데 도움이 되도록 원래 스콰이어와 셔우드의 다른 밴드 컨스피러시를 위해 작곡된 두 곡을 추가할 것을 제안했다. 스콰이어와 셔우드가 작사, 작곡과 프로듀싱 세션을 장악하고, 가수 존 앤더슨, 기타리스트 스티브 하우, 드러머 앨런 화이트가 이후 과정에만 참여하면서, 나머지 세 멤버의 작사, 작곡과 창작 입력은 제한적이었다.
《Open Your Eyes》는 음악 평론가들로부터 엇갈린 평가를 받았고, 미국 빌보드 200에서 151위에 올랐고, 영국 음반 차트에 진입하는 데 실패하면서 밴드의 가장 낮은 판매 음반 중 하나가 되었다. 리드 싱글인 〈Open Your Eyes〉는 《빌보드》 메인스트림 록 트랙 차트에서 33위에 올랐고, 이어서 두 번째 음반인 〈New State of Mind〉가 발매되었다. 서라운드 사운드 믹스가 포함된 한정판도 발매되었다. 예스는 1997년 10월부터 12개월간의 월드 투어로 이 음반을 지원했다. 이 밴드에는 러시아의 키보디스트 이고르 호로셰프가 참여했는데, 그는 게스트 뮤지션으로 음반에 참여했고 투어가 끝날 때 정회원이 되었다.

## 배경
1997년 중반까지, 가수 존 앤더슨, 베이시스트 크리스 스콰이어, 기타리스트 스티브 하우, 키보드리스트 릭 웨이크먼, 드러머 앨런 화이트의 예스 라인업은 1995년과 1996년에 녹음된 라이브와 스튜디오 자료를 포함한 두 개의 더블 음반인 《Keys to Ascension》 (1996년)과 《Keys to Ascension 2》(1997년)를 녹음했다. 스튜디오 트랙은 1989년에 스콰이어와 친구가 되었고 앤더슨이 밴드를 떠났고 셔우드가 그의 후임으로 고려되고 있던 시기에 함께 노래를 작곡한 미국의 음악가 빌리 셔우드에 의해 프로듀싱되었다. 셔우드는 또한 밴드의 음반 《Union》 (1991년)에 기여했고 그들의 1994년 《Talk》 투어에서 기타와 키보드를 추가로 연주했다.

## 발매 및 반응
| 전문가 평가                   | 전문가 평가 |
| 평가 점수                     | 평가 점수   |
| 출처                          | 점수        |
| ----------------------------- | ----------- |
| AllMusic                      | [ 3 ]       |
| Entertainment Weekly          | C+          |
| The Rolling Stone Album Guide | [ 5 ]       |
| Vox                           | [ 6 ]       |

《Open Your Eyes》는 1998년 초에 발매될 예정이었지만, 레프트 뱅크가 《Keys to Ascension 2》가 1997년 11월 22일에 발매될 예정이라는 것을 알았을 때, 그들은 원래 계획된 날짜보다 더 빨리 발매되기를 원했다.  《Open Your Eyes》는 1997년 11월 25일에 발매되었고 밴드에서 가장 많이 팔린 음반 중 하나가 되었다. 이 곡은 1997년 12월 13일, 일주일간 차트에 머무르는 동안 미국 빌보드 200에서 151위로 정점을 찍었다. 이 음반은 영국 음반 차트에 이름을 올리지 못했다. 예스는 음반의 두 싱글 〈Open Your Eyes〉와 〈New State of Mind〉를 발매했고, 전자는 《빌보드》 메인스트림 록 트랙 차트에서 33위에 올랐다. 셔우드는 이 음반이 약 20만 장이 팔렸다고 추정했다.

## 곡 목록
모든 곡들은 존 앤더슨, 스티브 하우, 크리스 스콰이어 그리고 빌리 셔우드에 의해 작사/작곡하였다.
| #   | 제목                   | 재생 시간 |
| --- | ---------------------- | --------- |
| 1.  | 〈New State of Mind〉  | 6:00      |
| 2.  | 〈Open Your Eyes〉     | 5:14      |
| 3.  | 〈Universal Garden〉   | 6:16      |
| 4.  | 〈No Way We Can Lose〉 | 4:56      |
| 5.  | 〈Fortune Seller〉     | 5:00      |
| 6.  | 〈Man in the Moon〉    | 4:41      |
| 7.  | 〈Wonderlove〉         | 6:06      |
| 8.  | 〈From the Balcony〉   | 2:43      |
| 9.  | 〈Love Shine〉         | 4:37      |
| 10. | 〈Somehow, Someday〉   | 4:47      |
| 11. | 〈The Solution〉       | 5:25      |
| 12. | 〈The Source〉         | 16:21     |